# A világ teremtése (rajzfilm)
A világ teremtése (eredeti cím csehül: Stvoření světa, franciául: La création du monde) 1957-ben bemutatott csehszlovák–francia rajzfilm, amely a Biblia története alapján készült. Az animációs játékfilm rendezője Eduard Hofman. A forgatókönyvet Eduard Hofman és Jean Effel írta, a zenéjét Jan Rychlík és Jean Wiener szerezte. A mozifilm a Ceskoslovenský Státní Film és a Studio Bratri v triku gyártásában készült, a Multifilms forgalmazásában jelent meg. Műfaja fantasy-filmvígjáték. 
Csehszlovákiában 1958. április 4-én, Magyarországon 1958. szeptember 18-án mutatták be a mozikban, új magyar változattal 1991 márciusában adták ki VHS-en.

## Szereplők
| Szereplő                     | Eredeti hang    | Magyar hang                      | Magyar hang                                |
| Szereplő                     | Eredeti hang    | 1. magyar változat (MOKÉP, 1958) | 2. magyar változat (Televideo, 1991)       |
| ---------------------------- | --------------- | -------------------------------- | ------------------------------------------ |
| Narrátor                     | François Périer | N/A                              | Helyey László                              |
| Úr                           | François Périer | N/A                              | Sinkovits Imre                             |
| Női narrátor                 | Martine Sarcey  | N/A                              | Bencze Ilona                               |
| Angyalkák                    | Martine Sarcey  | N/A                              | Köves Dóra Minárovits Péter Szentesi Gergő |
| főcím, stáblista felolvasása | –               | –                                | Csernák János                              |

## Televíziós megjelenések
- 1. magyar változat: MTV
- 2. magyar változat: TV-2, TV-1